# Valentine Tsamma Seane
Valentine Tsamma Seane (Lobaste, Botswana, 2 de novembro de 1966) é um ministro de Botswana e bispo católico romano emérito de Gaborone.

## Biografia
Valentine Tsamma Seane foi ordenado sacerdote em 19 de março de 1994. Em 23 de janeiro de 2006 foi incardinado no clero da Diocese de Gaborone.
Papa Bento XVI nomeou-o Bispo de Gaborone em 5 de fevereiro de 2009. O Arcebispo James Patrick Green, Núncio Apostólico em Botsuana, concedeu sua consagração episcopal em 25 de abril do mesmo ano. Co-consagradores foram seu antecessor Boniface Tshosa Setlalekgosi e Vigário Apostólico Francistown Franklyn Nubuasah SVD.
Em 9 de agosto de 2017, o Papa Francisco aceitou sua renúncia.